# Irma Polak
Irma Polak zapravo Marija Fabiani  (* 11. lipnja 1875. Ljubljana), - † 30. studenog 1931., Zagreb) bila je austrougarska, hrvatska i slovenska operetna i operna pjevačica, kazališna i filmska glumica.

## Životopis
Irma Polak po majci Fabiani, odgojena je u uršulinskom samostanu u Škofjoj Loci gdje je dobila poduku iz muzike i pjevanja. Počela je nastupati u ljubljanskom kazalištu sa 16 godina kao članica zbora, a zatim u manjim operetnim i kazališnim ulogama - naivki. Njen nastup u Hervéovoj opereti Mam'zelle Nitouche 1894. toliko se dojmio bečkog kompozitora Charlesa Weinbergera da ju je angažirao za bečki Theater an der Wien. U Beču je nastupala od 1896. do 1899.pjevajući u operetama; Engelberta Humperdincka, Charlesa Lecocqa, Hervéa pod prezimenom Irma Fabiani jer se u međuvremenu udala za poznatog bečkog arhitekta Maksa Fabiania. U Beču je radila kao gošća i u drugim kazalištima -Theater in der Josefstadt.
Nakon kraćeg angažmana u Ljubljani 1899., na poziv intendanta zagrebačkog HNK Adama Mandrovića, Irma Polak došla je 1901. godine u Zagreb.  U Zagrebu se upravo 1902. ukinula opera (obnovljena je tek 1909.), ali se davalo puno opereta i Irma Polak je upravo odlično došla.
Tako je već u prvoj dramskoj sezoni 1902. – 1903. glumila u predstavama; U znaku križa (Ankovija, pjevačica), Sirotna djevojka (Margareta Grosskopf), Rasipnik (sobarica Ruža), Pričuvnikova ženidba (pjevačica Milka).
Irma Polak izuzetno je lako pjevala i glumila, a za to su joj operete upravo odgovarale. Odigrala ih je puno a vrijedi napomenuti; Geisha, Mam'zelle Nitouche, Vesela udovica, Lijepa Helena, Baron Trenk (Marica), Prodana nevjesta (Marenka). Irma Polak igrala je i u dramskom repertoru kao Jelka u Vojnovićevoj Dubrovačkoj trilogiji, u Grundovoj On je poludio, u Jalnuševčanima, Marije Jurić Zagorke,  u Freudenreichovim Graničarima, kao sobarica Karolina, u Nušićevu Putu oko svijeta (Juliška) u Molièreovu Škrcu (Frozina) te nastupa u komedijama Edwarda Childsa-Carpentera i Františeka Langera, kao i u Molnarovoj Dobroj vili. Nakon operete Bajadera 1927. otišla je u mirovinu sa 50 godina, ali je i nadalje povremeno nastupala kao dramska glumica. Iznenadno je umrla od srčanog udara 30. studenog 1931. godine ne uspjevši ponovno nastupiti u Graničarima.Pokopana je na Mirogoju pod inicijalima M. B (Marija Binički) i s epitafom Doći će proljeće.

### Irma Polak u drugim žanrovima
Irma Polak igrala je u prvom hrvatskom filmu Brcko u Zagrebu, 1917., u kojem su joj partneri bili Tonka Savić, Stjepan Bojničić i Arnošt Grund, koji je prema svojoj komediji Alaj su nas nasamarili, izvedenoj u Zagrebačkom teatru 1912., napisao i scenarij, kao i u filmu Mokra pustolovina, 1918. poduzeća Croatia film k.d.
Zajedno s njenim tadašnjim mužem Aleksandrom Biničkim, članom opere HNK, redateljem i tenorom, osnivala je Pick-bar kabaret na Jelačićevu trgu 6, u kojem je i nastupala.

### Filmovi
- Mokra pustolovina, Croatia film k.d. 1918
- Brcko u Zagrebu, Croatia film k.d., 28. kolovoza 1917.

## Vanjske poveznice
- Polak Irma na portalu Slovenski biografski leksikon (slov.)
- Irma Polak na portalu Film.hr  Arhivirana inačica izvorne stranice od 3. srpnja 2007. (Wayback Machine) (njem.)
- Marija Barbieri: Opera Povratak Josipa Hatzea u povodu stote obljetnice praizvedbe 21. ožujka 1911.  Arhivirana inačica izvorne stranice od 17. kolovoza 2016. (Wayback Machine)